# Ácido maleico
O ácido maleico é um ácido orgânico insaturado, de cadeia normal, pertencente ao grupo dos ácidos dicarboxílicos. O ácido maleico apresenta-se como isômero cis-butenodióico (cis). O isômero trans-butenodióico, é denominado ácido fumárico. É utilizado na produção de resinas sintéticas.